# Étoile variable de type Algol

Représentation d'une binaire à éclipses et le parcours de sa période de luminosité.

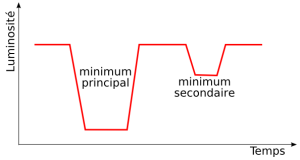
Schéma général de leur courbe de luminosité.

Les variables de type Algol ou binaires de type Algol sont un type d'étoiles binaires à éclipses. Quand la composante la plus froide passe devant la plus chaude, une partie de la lumière de cette dernière est bloquée et la luminosité totale de la binaire, vue depuis la Terre, décroît temporairement : c'est le minimum principal de la binaire. La luminosité totale peut également décroître, mais plus faiblement, quand la composante la plus chaude passe devant la plus froide : c'est le minimum secondaire.
La période, ou l'intervalle de temps entre deux minima primaires, est très régulière ; celle-ci étant déterminée par la période de révolution binaire, autrement dit, le temps nécessaire pour que les deux composantes accomplissent une révolution autour de l'autre. La majorité des étoiles variables de type Algol sont des étoiles binaires assez proches, ce qui implique que leurs périodes soient relativement courtes, en général quelques jours. La période la plus courte connue pour une étoile variable de ce type est seulement de 0,145 jours (VZ Sculptoris) ; et la plus longue dure 9892 jours, soit 27 ans (Epsilon Aurigae).
Les composantes d'un système binaire de type Algol ont une forme sphérique ou légèrement ellipsoïdale. Ceci les distingue des variables de type Beta Lyrae et des variables de type W Ursae Majoris, où les deux composantes sont si proches que les effets gravitationnels conduisent à des déformations importantes des deux étoiles.
Généralement, l'amplitude des variations de luminosité est de l'ordre d'une magnitude, la plus grande amplitude connue étant de 3,4 magnitudes (V342 Aquilae). Les composantes peuvent être de type spectral quelconque, bien que dans la plupart des cas, la composante la plus brillante soit de type B, A, F ou G.
Le prototype des étoiles variables de type Algol est Algol, ou Beta Persei. Elle fut découverte en 1669 par Geminiano Montanari. Le mécanisme qui la rend variable fut décrit correctement pour la première fois par John Goodricke en 1782.
Plusieurs milliers de variables de type Algol sont actuellement connues : la dernière édition du General Catalogue of Variable Stars (2003) en liste 3554 (9 % de toutes les étoiles variables connues).